# La birba
La birba è un intermezzo comico per musica di Carlo Goldoni composto nel gennaio del 1735, con musica di Giacomo Maccari. Fu rappresentato per la prima volta nel Teatro San Samuele di Venezia, dove incontrò il gradimento del pubblico. 
L'intermezzo fu creato al fine di dare sostegno alla tragicommedia Rosmonda che non stava riscuotendo il successo sperato. Dopo quattro rappresentazioni la Rosmonda fu sostituita in cartellone da Belisario, ma La birba fu replicata fino alla fine della stagione

## Trama
Venezia. Orazio, Lindora e Cecchina sono tre birbe, tre ciarlatani spiantati che campano imbrogliando la gente. Dopo screzi e litigi tra loro, alla fine si uniranno per meglio compiere le loro birbanterie (Così il mondo camminando, / diremo cantando / che la Birba è un bel mestier).

## Poetica
Per la creazione di questo intermezzo, il commediografo veneziano si ispirò ai saltimbanchi che aveva a lungo osservato in Piazza San Marco .